# Ferrovia di Aveiro
La ferrovia di Aveiro (in portoghese Ramal de Aveiro) è una linea ferroviaria a scartamento metrico del Portogallo che collega la stazione di Sernada del Vouga, sulla ferrovia del Vouga, e Aveiro, sulla ferrovia del Nord.

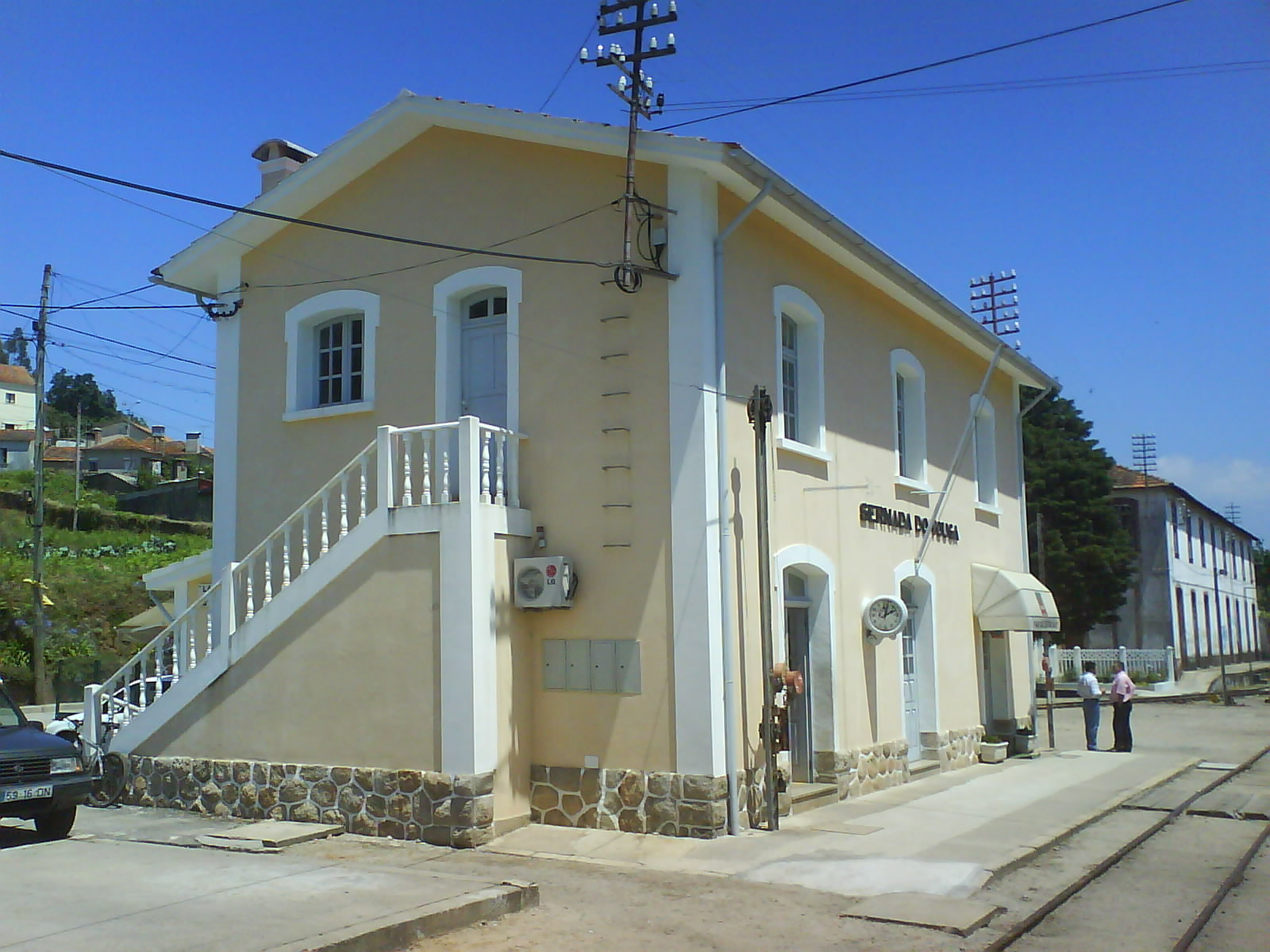
Stazione di Sernada do Vouga

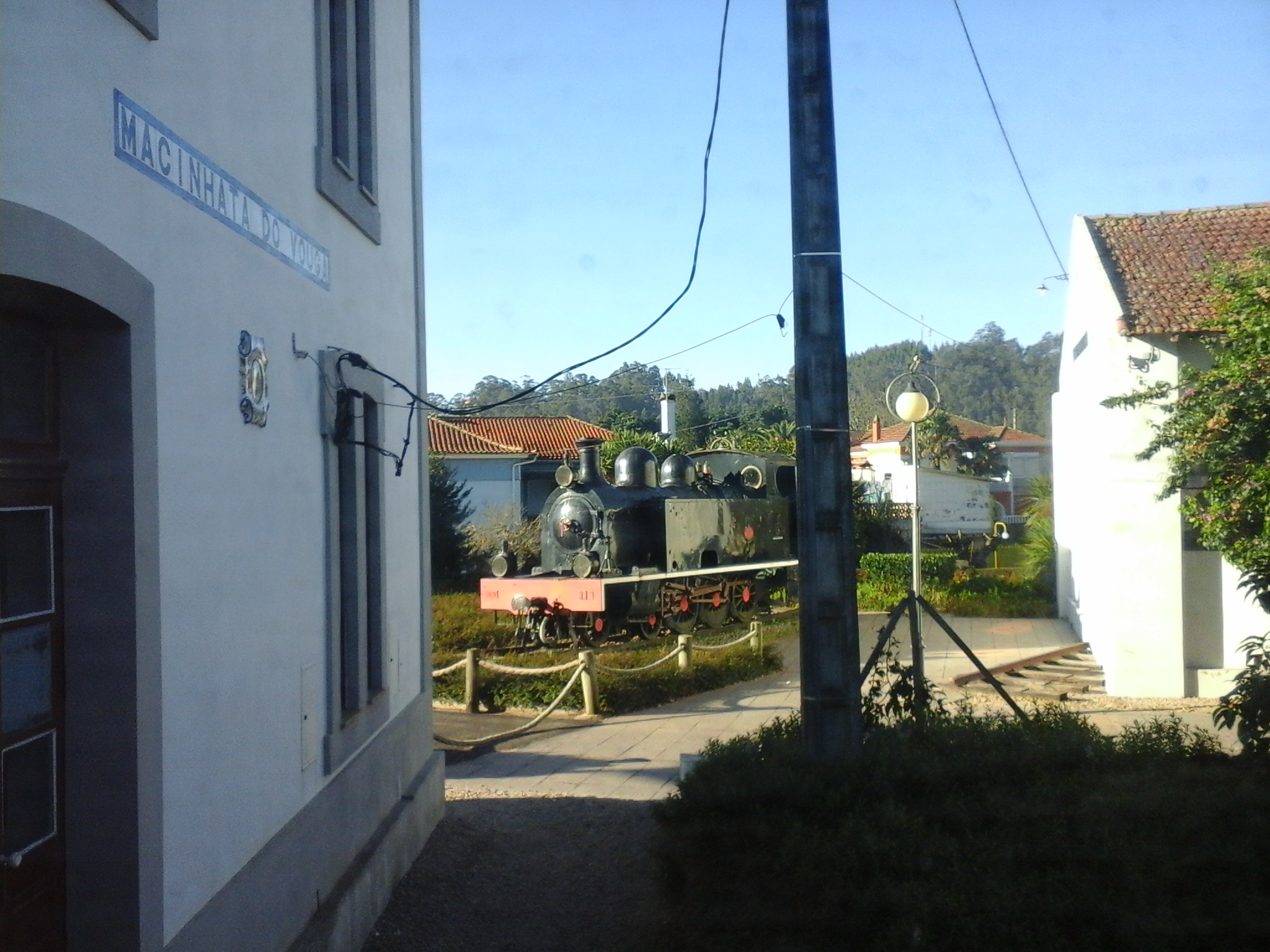
Stazione di Macinhata de Vouga e Museo attiguo nel 2014

## Storia

### Progetti e concessioni
Un decreto dell'11 luglio 1889 confermato il 23 maggio 1901 autorizzò l'imprenditore Frederico Pereira Paja a costruire ed esercire una ferrovia tra le località di Torre de Eita, sulla ferrovia del Dão ed Espinho, sulla ferrovia del Nord, con una diramazione da Sever do Vouga ad Aveiro. Il progetto, presentato nel 1897, fu approvato nel 1903. Un decreto del 17 marzo 1906 trasferì la concessione alla Compagnie Française pour la Construction et Exploitation des Chemins de Fer a la l'Étranger mentre il contratto definitivo con lo Stato fu siglato il 5 febbraio 1907.
Nelle more della costruzione la Companhia dos Caminhos de Ferro Portugueses da Beira Alta tra il 2 e il 18 settembre del 1905 presentò una serie di reclami in quanto la costruenda ferrovia aveva un andamento parallelo e a meno di 40 km di distanza da una parte della sua ferrovia della Beira Alta; il reclamo fu sottoposto al tribunale arbitrale che stabilì un accordo di compromesso il 30 luglio 1908.

### Costruzione
La linea del Vouga raggiunse Albergaria-a-Velha ed entró in servizio il 1º aprile 1908; la ferrovia tra Sernada do Vouga e Aveiro fu aperta all'esercizio l'8 settembre 1911.
Al termine dei lavori di costruzione delle ferrovie della Valle del Vouga e di Aveiro la Companhia para a Construção e Exploração de Caminhos de Ferro chiese la concessione per una diramazione dalla linea di Aveiro verso il "canal do Cojo" ottenendola nel novembre del 1915. Lo scoppio della prima guerra mondiale fece arenare il progetto.
Il 23 agosto 1918 vennero modificati gli accordi precedenti relativamente agli espropri dei terreni.

### Nascita della Companhia Portuguesa para a Construção e Exploração de Caminhos de Ferro
Il 7 luglio 1923, l'assemblea generale degli azionisti della Compagnie Française pour la Construction et Exploitation des Chemins de Fer a la l'Étranger deliberò la sua trasformazione in impresa nazionale portoghese e pubblicò il 1º aprile del 1924 i nuovi statuti con cui nasceva in suo luogo la Companhia Portuguesa para a Construção e Exploração de Caminhos de Ferro.
Un decreto del 15 novembre 1926 concesse anche l'esercizio di un ramo da Aveiro verso nord-est verso il Canale di São Roque e girando verso sud per Cantanhede, Mira, Ílhavo e Vagos. A partire dalla linea in funzione fu costruito il ramo di Aveiro-Mar.
Un prolungamento verso Ançã venne incluso nel piano del 1930 ma venne abbandonato in seguito all'attivazione della diramata costruita il 25 ottobre 1932.
Il ramo ferroviario venne utilizzato per il trasporto del pesce fresco verso l'interno della regione; la Companhia fece adattare allo scopo un autocarro dalle proprie officine (definito “automotora de peixe”).

### Estinzione della Compagnia e passaggio alla gestione CPP
La legge n. 2008 del 7 settembre 1945 che stabilì l'accorpamento delle concessioni ferroviarie del Portogallo determinò anche il passaggio della linea alla Companhia dos Caminhos de Ferro Portugueses nel 1946. Dal 1º gennaio 1947 la ferrovia del Vouga e quella di Aveiro iniziarono l'esercizio con la nuova gestione.

### Interruzioni della linea
Nel febbraio del 2010 la circolazione fu interrotta a causa del maltempo che provocò la caduta di alberi sulla linea.
Un anno dopo, nel febbraio 2011, a causa di un incidente con un morto a un passaggio a livello presso São Paio de Oleiros fu interrotta nuovamente la circolazione.
|  | Unknown route-map component "CONTgq" | Unknown route-map component "STR+r" |  |

|  |  | Unknown route-map component "eABZg+l" | Unknown route-map component "exCONTfq" |

|  |  | Station on track |

|  | Transverse water | Unknown route-map component "hKRZWae" | Transverse water |

|  | Scenic interest | Station on track |  |

|  |  | Stop on track |

|  |  | Stop on track |

|  |  | Stop on track |

|  |  | Stop on track |

|  |  | Station on track |

|  |  | Stop on track |

|  |  | Stop on track |

|  |  | Stop on track |

|  |  | Stop on track |

|  |  | Unknown route-map component "hKRZWae" |

|  |  | Station on track |

|  |  | Stop on track |

|  |  | Station on track |

|  |  | Stop on track |

|  | Continuation backward | Straight track |  |

| Unknown route-map component "exCONTgq" | Unknown route-map component "eKRZu" | Unknown route-map component "eABZg+r" |  |

| Unknown route-map component "exCONTgq" | Unknown route-map component "eABZg+r" | Straight track |  |

|  | Unknown route-map component "XBHF-L" | Unknown route-map component "KXBHFe-R" |  |

|  | Continuation forward |

## Materiale rotabile
Nel 1993 sulla linea circolavano le automotrici del gruppo CP 9300 con rimorchio tra Sernada do Vouga e Aveiro.